# Saint-Ouen-du-Breuil

Saint-Ouen-du-Breuil este o comună în departamentul Seine-Maritime, Franța. În 1 ianuarie 2022 avea o populație de 906 de locuitori.